# ジェイアールバス東北二戸支店

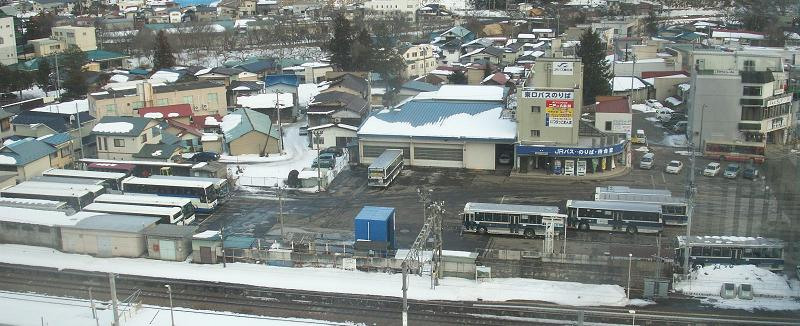
二戸支店全景、カシオペアメッセ・なにゃーと展望台から（2008年2月）

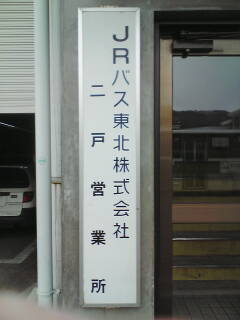
表札（二戸営業所時代）

ジェイアールバス東北二戸支店（ジェイアールバスとうほくにのへしてん）は、岩手県二戸市にあるJRバス東北の営業所（支店）である。

## 沿革
- 1939年（昭和14年）11月25日 - 仙台鉄道局北福岡自動車区開設。
- 1950年（昭和25年）4月1日 - 北福岡自動車営業所に改称。
- 1987年（昭和62年）4月1日 - 東日本旅客鉄道発足、東日本旅客鉄道東北自動車部二戸自動車営業所に改称。
- 1988年（昭和63年）4月1日 - ジェイアールバス東北営業開始、ジェイアールバス東北二戸営業所に改組。
- 2001年（平成13年）9月30日 - 営業所庁舎1階にあった「二戸駅コミュニティプラザ」が閉鎖。定期券・回数券発売は営業所事務所となる。
- 2002年（平成14年）7月5日 - 旧コミュニティプラザ跡地に郷土料理店「雑穀茶屋つぶっこまんま」オープン。
- 2008年（平成20年）
  - 11月20日 - 原油価格の高騰に伴い、管内路線バスの運賃を値上げ（平均13.4％）。
  - 12月23日 - 「雑穀茶屋つぶっこまんま」が閉店。
- 2009年（平成21年）1月30日 - 「雑穀茶屋つぶっこまんま」跡地に郷土料理店「雑穀屋ごはっと」オープン。
- 2009年（平成21年）4月1日 - 久慈営業所廃止に伴い、平庭高原線（盛岡支店担当を除く）、スワロー号、うみねこ号が当所に移管される。
- 2010年（平成22年）3月31日 - 「雑穀屋ごはっと」が閉店。これに伴い、翌日より店舗跡地内にある庁舎1階のトイレが使用不可となる。
- 2021年（令和3年）10月1日 - 二戸営業所を支店化。ジェイアールバス東北二戸支店となる[1]。
- 2022年（令和4年）3月12日 - スワロー号において、交通系ICカード全国相互利用サービスによるICカードの利用が可能となる[2]。岩手県北バスの「iGUCA」を使用したスワロー号用IC定期券が利用開始となったと同時に、「iGUCA」並びに岩手県北バスが運行する路線の内、二戸市～九戸村を結ぶ路線のIC定期券の発売を開始[2][3]。

## 所管路線

### 二戸本線

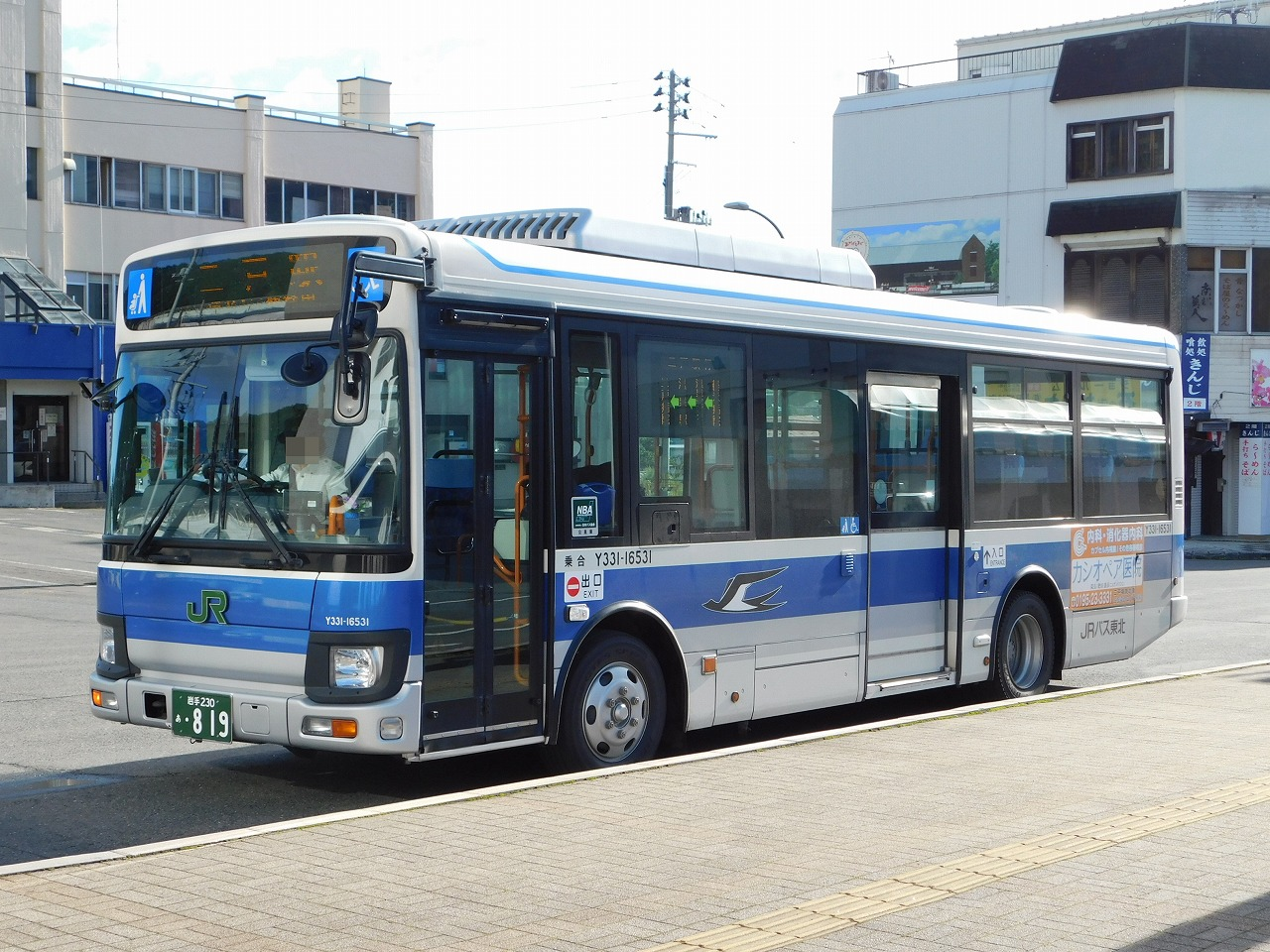
二戸駅に到着した路線バス（2018年9月撮影）

岩手県二戸市内を運行する。鉄道敷設法別表第10号に規定する「岩手県一戸ヨリ荒屋ニ至ル鉄道」の鉄道先行路線として開業した。一時期は浄法寺 - 一戸直行便、御返地 - 岩手足沢（足沢線）、新安比温泉方面への支線が存在したが、現在は二戸駅 - 浄法寺駅の系統のみ（うち平日の一部の便は軽米線仁左平方面行支線に相互乗り入れ）である。本線と言う名前こそあるものの、浄法寺方面へ運転される便は浄法寺地域の過疎化の進展とバス運賃の高騰、加えて二戸地域の人口減少なども重なり、減便傾向が続いている。
運行経路
（仁左平 - 二戸病院 - ）二戸駅 - 浄法寺駅
路線沿革
- 1939年（昭和14年）11月25日 - 福岡自動車北福岡駅 - 長嶺間と福岡タクシー福岡 - 浄法寺間を買収、浄法寺 - 荒屋新町間を新設し省営自動車二戸線福岡長嶺 -荒屋新町間(38km)開業[4]。
- 1942年（昭和17年）9月1日 - 福岡長嶺 - 金田一間開業。二戸線を福岡長嶺 - 荒屋新町間から金田一 - 荒屋新町間と改める[5]。
- 1955年（昭和30年）6月15日 - 大柳 - 湯瀬間(22km)開業。
- 1970年（昭和45年）10月14日 - 大柳 - 湯瀬間廃止。
- 198x年 - 浄法寺 - 一戸直行便を二戸駅経由に変更。陸奥合川 - 鳥越観音前間廃止（休止?）。
- 1991年（平成3年）4月1日 - 高速バス「すーぱー湯〜遊」開業。
- 1996年（平成8年）頃？ - 新安比温泉方面支線を廃止。
- 1997年（平成9年）4月1日 - 御返地 - 岩手足沢間を廃止（二戸市が代替バスを運行）。
- 199x年 - 一戸駅直行便を廃止。
- 2000年 （平成12年） 
  - 5月?日 - 二戸駅 - 陸奥合川間経路変更。大渕停留所移設。
  - 12月1日 - 大渕停留所を諏訪前停留所に名称変更。
- 2006年（平成18年）4月1日 - 二戸駅 - 陸奥合川間経路変更。石切所、荒瀬橋経由に。諏訪前停留所廃止。
- 2008年（平成20年）4月1日 - 一般便の浄法寺駅 - 荒屋新町駅間廃止（なお同区間内を運行する高速便「すーぱー湯〜遊」は継続。高速便非運行時間帯は二戸市・八幡平市による廃止代替バスに移行）。
- 2018年（平成30年）4月1日 - 高速バス「すーぱー湯〜遊」の廃止に伴い、浄法寺駅 - 荒屋新町駅間廃止。

### 軽米線
二戸駅から金田一温泉駅を経由し、軽米・軽米病院前（九戸郡軽米町）を結ぶ。地域間幹線系統として国・岩手県の補助を受ける。2016年から岩手県立軽米高等学校「軽高祭」開催日は臨時便が運行され、そのうち高速車で運用される便は、軽米町出身の古舘春一原作の漫画『ハイキュー!!』にあわせて「カルマイトッキュー!819号」として運行される。軽米病院での夜間滞泊も設定されている。
運行経路
二戸駅 - 二戸病院 - 金田一温泉駅 - 温泉センター - 軽米 - 軽米病院前
路線沿革
- 1943年（昭和18年）11月20日 - 省営自動車軽米線九戸通 - 小軽米間、および久慈 - 小軽米間開業[8]。前者の区間は二戸線の項、後者の区間は沼宮内線の項に置かれた。当初は一般貨物に限り取扱い。
- 1947年（昭和22年）3月31日 - 一般運輸営業開始。同時に路線名称が改正され、九戸通 - 小軽米 - 陸中大野間が軽米西線、久慈 - 陸中大野間が軽米東線となる。前者は二戸線の項に、後者は沼宮内東線(同日に沼宮内線の項が分割)の項に置かれた[9]。
- 1973年（昭和48年）?月?日  - 矢沢口 - 仁左平間の支線が開業。
- 1998年（平成10年） - 一部便が金田一温泉センター経由となる。
- 2002年（平成14年）12月1日 - スワロー号運行開始に伴い二戸 - 久慈間直通便廃止。軽米病院前または陸中大野駅で乗り換えとなる。
- 2005年（平成17年）4月1日 - 軽米病院前 - 陸中大野間廃止。岩手県北バスへ移管。
- 200x年 - 全便が金田一温泉センター経由となる。
- 2008年（平成20年）4月1日 - 陸中大野 - 久慈駅間廃止、岩手県北バスへ移管。

### 一戸線
運行経路
二戸駅 - 一戸駅 - 一戸病院（ - 小鳥谷駅 - 冬部 - 葛巻 - 葛巻病院）
路線沿革
- 1947年（昭和22年）?月?日  - 国営自動車一戸線北福岡 - 一戸間開業。
- 19xx年 - 国鉄自動車一戸線上女鹿 - 女鹿口間開業、小鳥谷線女鹿口 - 一戸間を経て北福岡まで直通運転（上女鹿方面の便の一部は一戸発着）。
- 197x年 - 国鉄自動車一戸線上女鹿 - 女鹿新田間開業。
- 1997年（平成9年）4月1日 - 一戸 - 女鹿新田間廃止、岩手県北バスへ移管（小鳥谷線一戸 - 上女鹿間はJRバスが運行継続）。
- 2000年?月?日 - 一戸 - 一戸病院間開業。
- 2002年（平成14年）4月1日 - 一戸病院 - 保健福祉センター間開業。
- 2005年（平成17年）4月1日 - 一戸病院 - イコオショッピングセンター間開業。一戸病院 - 保健福祉センター間廃止。
- 200x年4月1日 - 一戸病院 - イコオショッピングセンター間廃止。

葛巻方面への便は本数が少なく、平日および休日のうち特定日のみ運転されている。

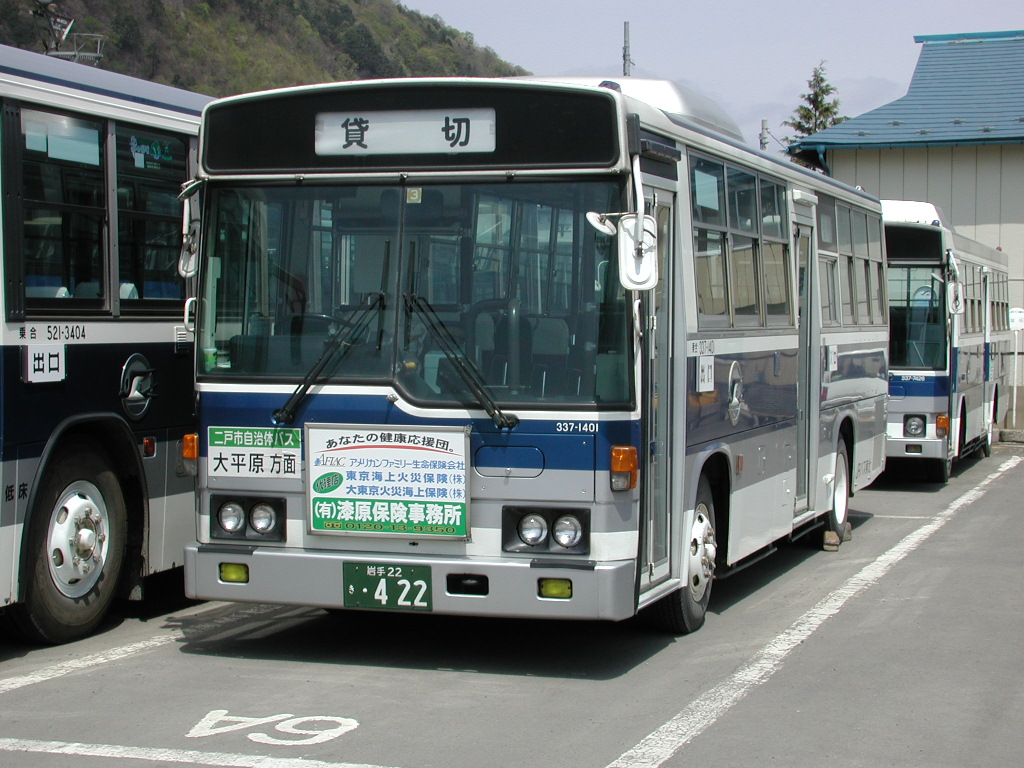
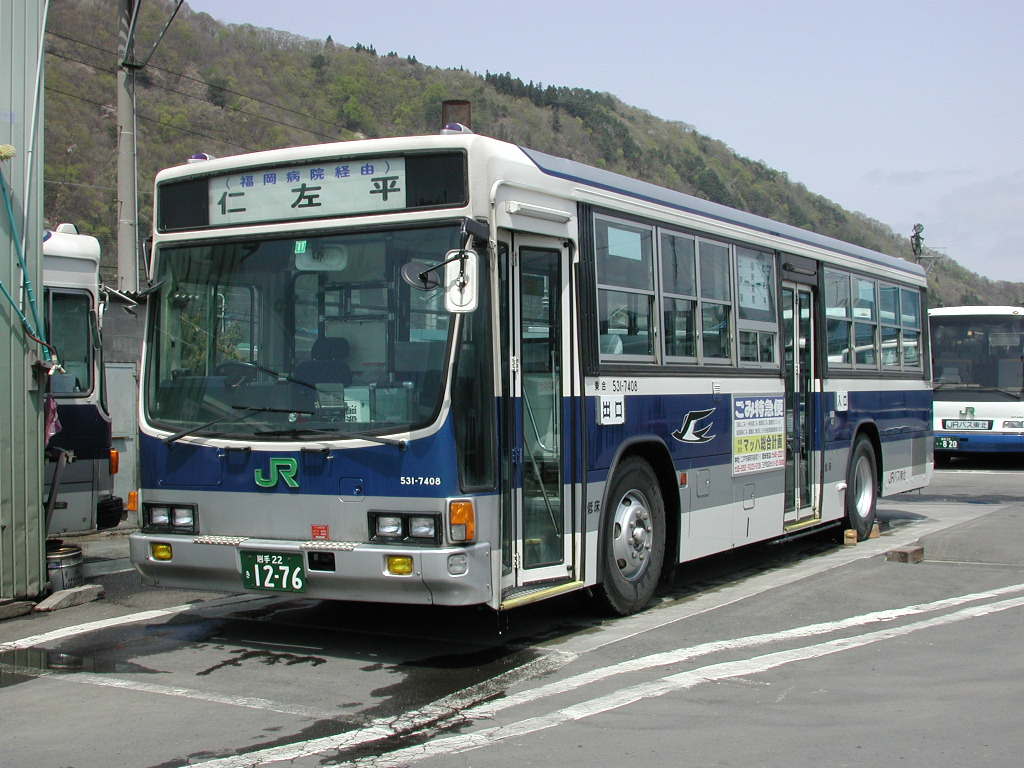
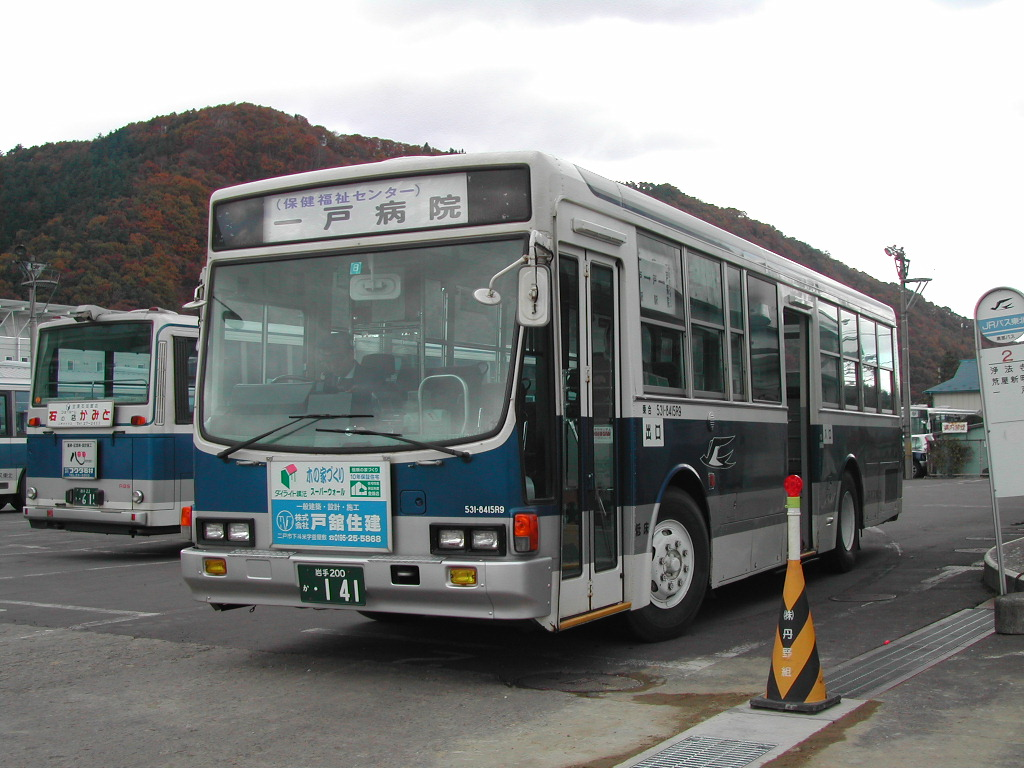
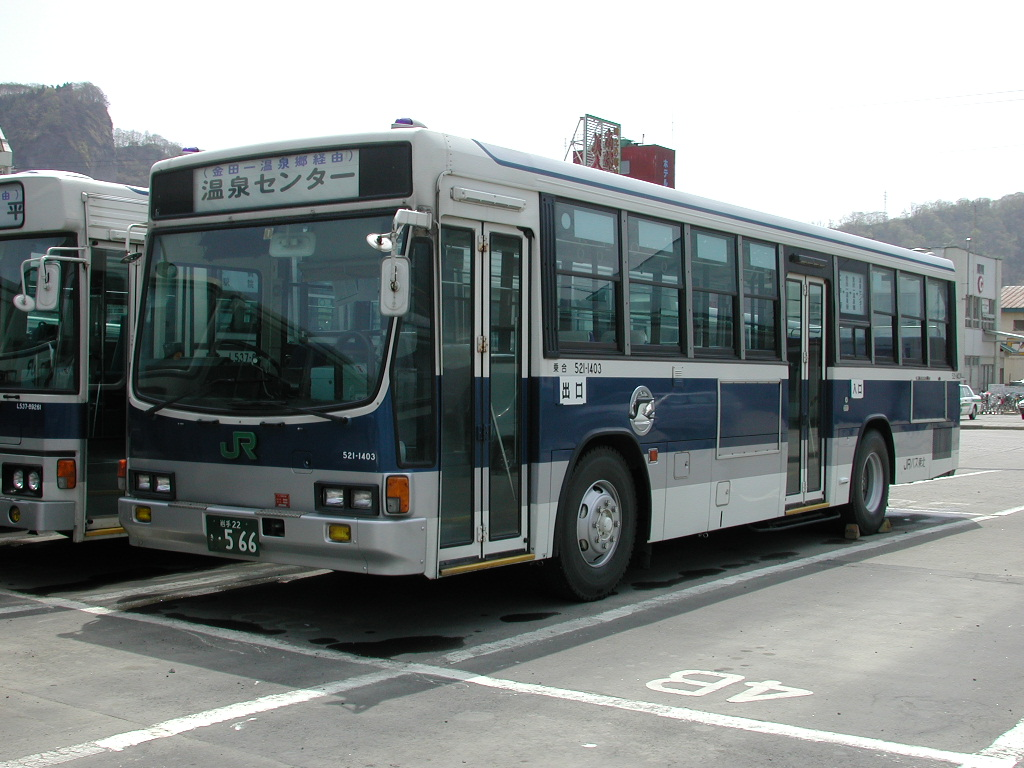
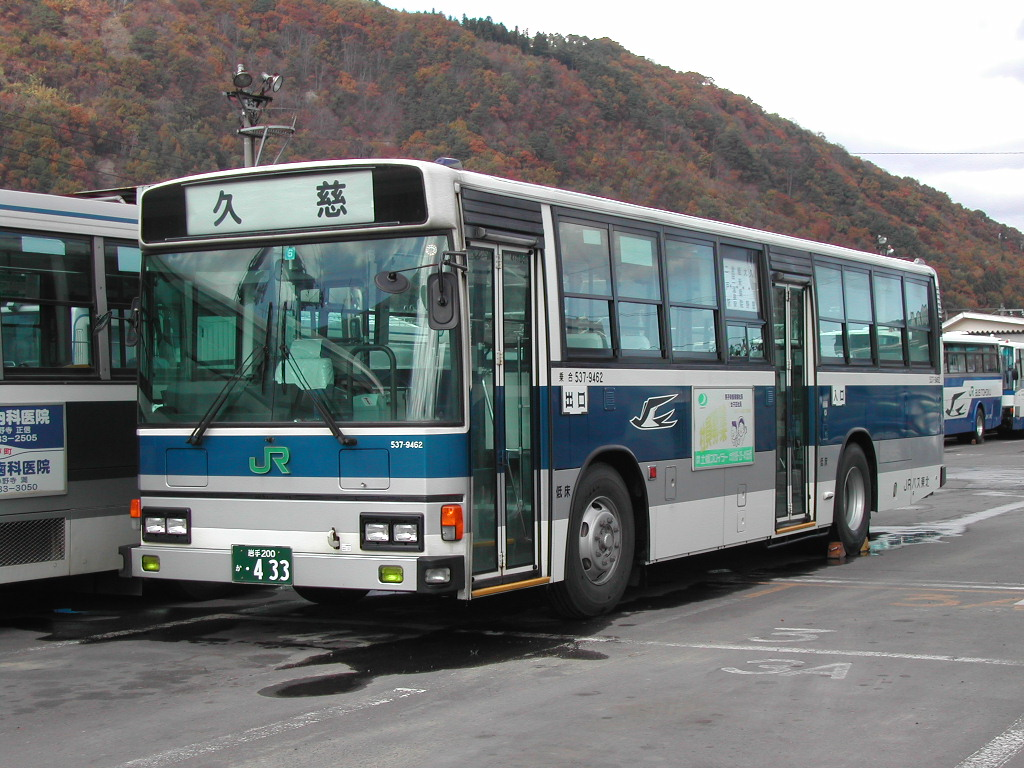

### スワロー号

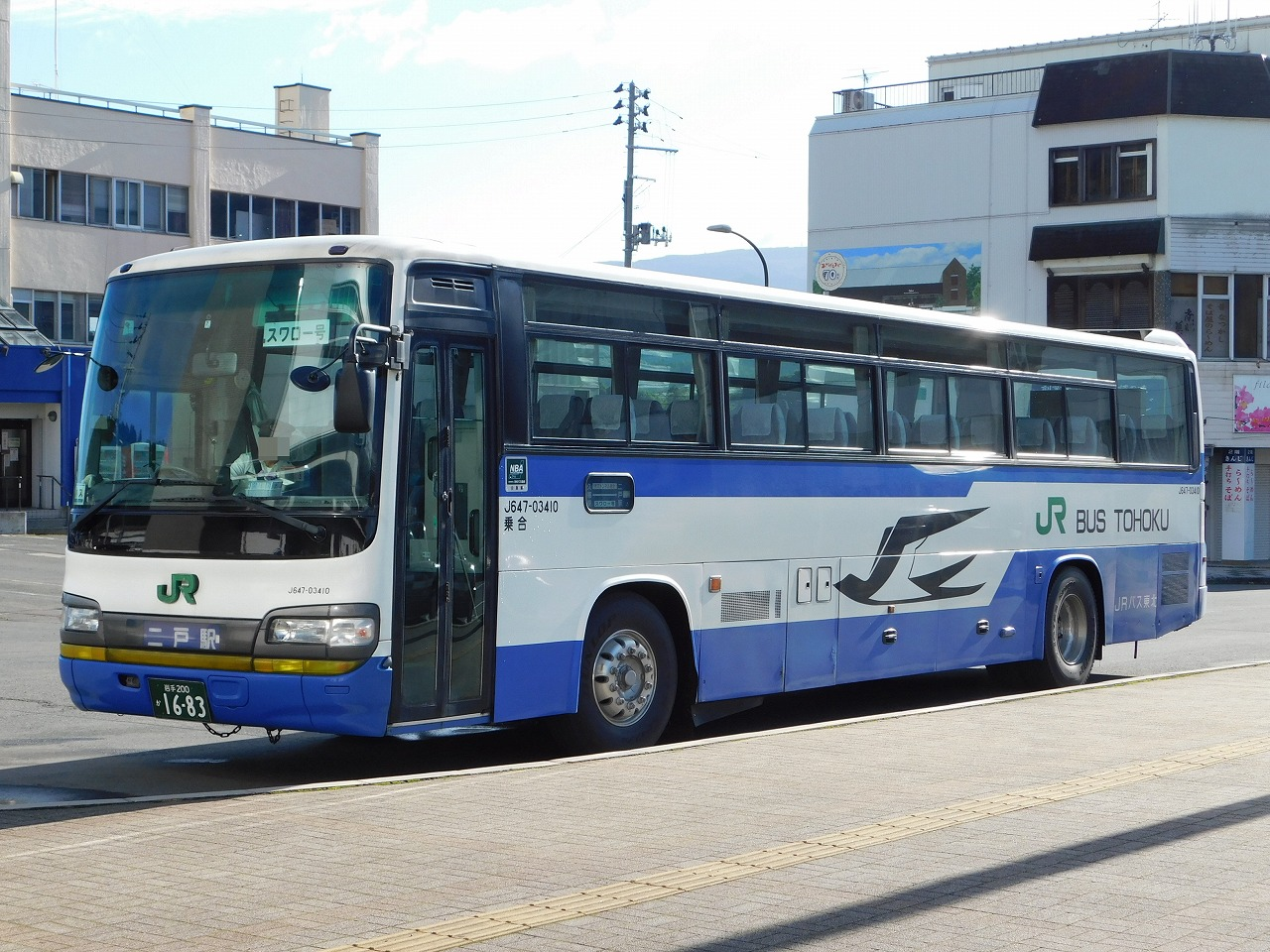
スワロー号（2018年9月撮影）

岩手県久慈市と同県二戸市を結ぶ路線バス。運賃を通常の路線賃率に対して、営業施策的に設定している（運賃逓減制度）ため、JRバス回数券での乗車はできない。交通系ICカード全国相互利用サービスによるICカードや「ジャパンレールパス(JRP)」で乗車することができる。スワロー号用の岩手県北バスの「iGUCA」定期券は二戸支店の他にも岩手県北バス久慈営業所でも発売する（岩手県北バス一戸営業所並びに沿線にある岩手県北バス一戸営業所伊保内支所ではスワロー号用の「iGUCA」定期券の発売は行わず、岩手県北バス利用のみの「iGUCA」定期券のみ発売する）。なお、「iGUCA」利用の場合の交通ポイントは付与されない。「iGUCA」（記名式のみ）、「ハチカ」などの他の地域連携ICカード（記名式のみ）、「My Suica」、「モバイルSuica」によるオートチャージが利用可能。
運行経路
久慈駅 - 西の沢（旧・JRバス久慈営業所） - 戸呂町 - 道の駅おりつめ - 二戸駅
※「道の駅おりつめ」バス停は、岩手県北バスの「九戸インターオドデ館」バス停と同一箇所にある。
- 運行開始当初は久慈営業所が主に担当していたが、2009年同営業所の廃止に伴い全て当営業所に移管、その後2022年3月のダイヤ改正で一部便を盛岡支店の乗務員が担当している。
- 二戸支店・盛岡支店担当便いずれも久慈泊所（旧久慈営業所）での夜間滞泊が設定されている。

路線沿革
- 2002年（平成14年）12月1日 - 東北新幹線二戸駅開業に伴い、1日11往復で運行開始。
- 2005年（平成17年）4月1日 - 仙台 - 八戸間の「はやて」に接続する1往復を廃止。
- 2006年（平成18年）4月1日 - 1日8往復に減便。同時に原油価格高騰に伴う運賃値上げを実施。
- 2008年（平成20年）11月20日 - 原油価格高騰に伴う運賃値上げを実施。
- 2011年（平成23年）
  - 4月29日 - 同年3月11日に発生した東北地方太平洋沖地震の影響により運休していたが、この日より臨時ダイヤ（1日4往復）での運行を再開。
  - 8月8日 - 1日6往復に増便。
- 2020年（令和2年）4月1日 - 1日5往復に減便。
- 2022年（令和4年）3月1日 - 二戸市内の経路を変更。「前小路」「荷渡」「二戸合同庁舎前」の各バス停を新設。なお、二戸駅 - 二戸合同庁舎前間には区間運行便も設定された（平日2往復のみ運行）[11]。また一部便の乗務員を盛岡支店で担当。

車両
- 全便が高速バス仕様の車両で運行される（かつては貸切バスからの改造車も充当されていた）ため、前乗り前降りである。
  - かつてはトイレ付車両が充当されていたこともあるが、その場合トイレは閉鎖されており使用できなかった。

### 二戸市運行受託路線
- 二戸市バス（にこにこ号）

## 廃止・撤退路線

### うみねこ号
（八戸 - 仙台線。乗務員のみ担当で下りの二戸PA乗継ぎの仙台泊行路であった）

### すーぱー湯〜遊

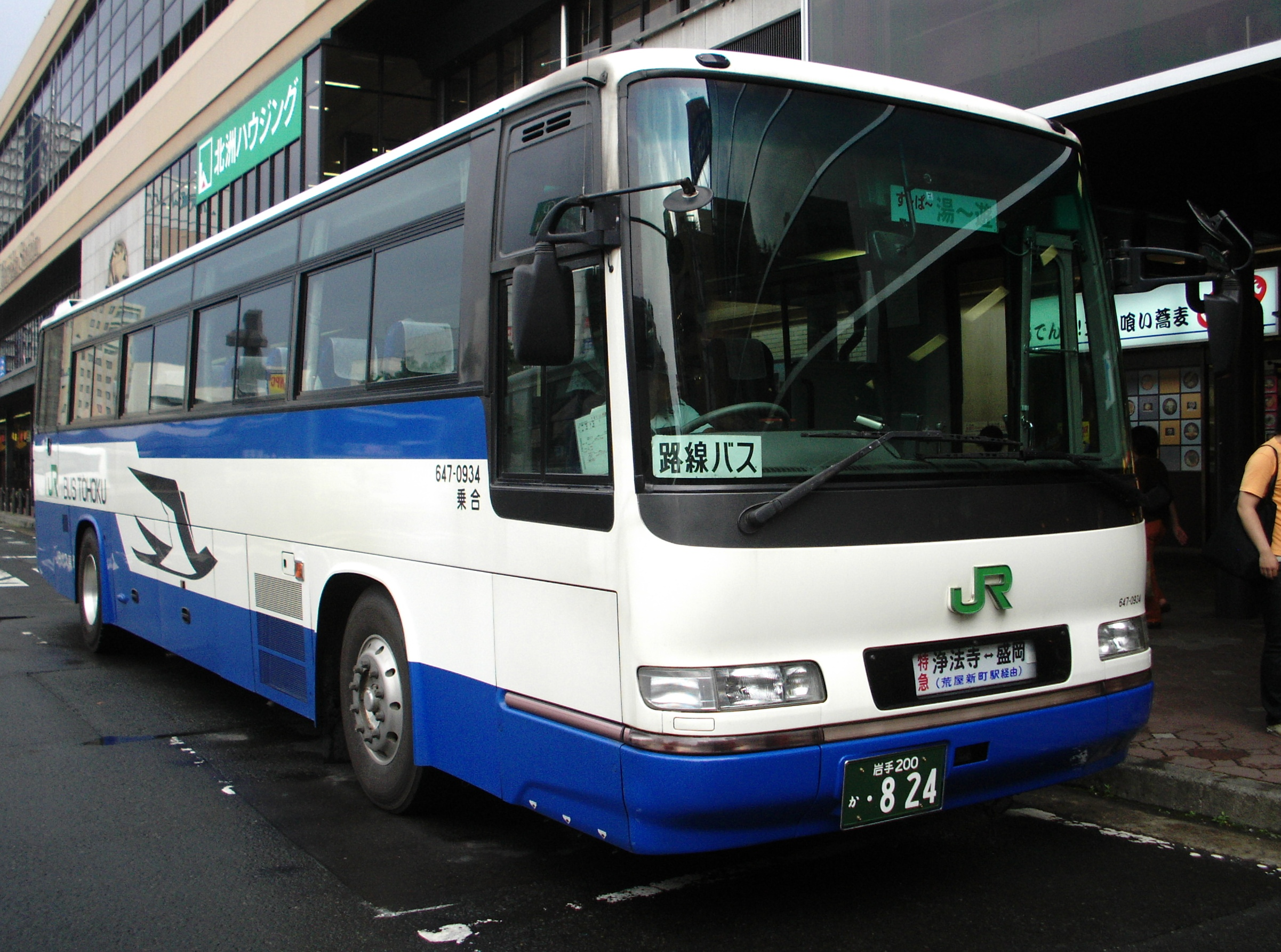
盛岡駅で発車を待つすーぱー湯〜遊（2007年7月撮影）

岩手県盛岡市と同県二戸市を結んでいた高速バス。廃止時には盛岡 - 浄法寺・二戸間に短縮されていたが、かつては金田一温泉郷発着であったことから引き続きこの愛称で呼ばれていた。運行回数は盛岡 - 二戸間1往復。平日のみ運行で、土・日・祝日は運休であった。
利用状況にもある通りかつては乗車率が高かったが、みちのく号が安代に停車するようになってから利用客が減少し始めた。浄法寺発着の廃止や土・日・祝日運休などの施策を行ったものの収支が好転することもなく、廃止される形となった。
運行経路
盛岡駅（東口1番のりば） - 安代インター - 荒屋新町駅 - 浄法寺駅 - 天台寺 - 二戸駅
- 安代インター - 荒屋新町駅 - 浄法寺駅 - 二戸駅間は各停留所に停車する（安代小学校前 - 荒屋新町駅間は2度通る）。

利用状況
- 2002年（平成14年）度：1便あたり30.0人、1日あたり59.8人
- 2003年（平成15年）度：1便あたり38.8人、1日あたり77.7人

※いずれも盛岡 - 二戸便の数字。
路線沿革
- 1991年（平成3年）4月1日 - 盛岡 - 金田一温泉郷 (101.8km) 間で運行開始。
- 1992年（平成4年）5月10日 - 浄法寺IC経由から安代IC経由に変更。
- 1995年（平成7年） - 盛岡 - 二戸 (90.2km) 間に短縮。
- 199x年 - 二戸線内（安代IC - 二戸駅間）で急行運転を取りやめ、各停留所乗降扱いとする。
- 2002年（平成14年）12月1日 - 停留所に荒屋新町駅を追加、二戸線内（荒屋新町駅 - 二戸駅間）の途中乗降を認める。
- 2008年（平成20年）11月20日 - 原油価格の高騰により運賃を値上げ（盛岡駅 - 荒屋新町駅間を除く）。
- 2013年（平成25年）12月20日 - 運賃改定[12]。
- 20xx年 - 盛岡 - 浄法寺間の1往復が廃止となり、盛岡 - 二戸間1往復のみの運行となる。
- 2014年（平成26年）12月1日 - この日より土・日・祝日運休（平日のみ運行）となる。
- 2016年（平成28年）4月1日 - この日より盛岡市内に「前潟」バス停を新設（盛岡行は降車のみ、二戸行は乗車のみ）[13]。
- 2018年（平成30年）3月30日 - この日の運行をもって廃止[14]。

### 平庭高原線
久慈営業所の廃止により、乗務員のみ2往復を担当。2022年3月のダイヤ改正で全便盛岡支店担当に変更。
詳細は路線記事参照のこと。

## 設備
- 1階は待合室、2階は事務室、営業所前が車庫となっている。1階はかつてJRバス二戸駅（自動車駅）として窓口業務が行われていた。